# Котор
Ко́тор (чорн. Котор/Kotor) — місто в Чорногорії на березі Которської затоки Адріатичного моря. Адміністративний центр муніципалітету. Населення — 13510 (2003) жителів.

## Історія

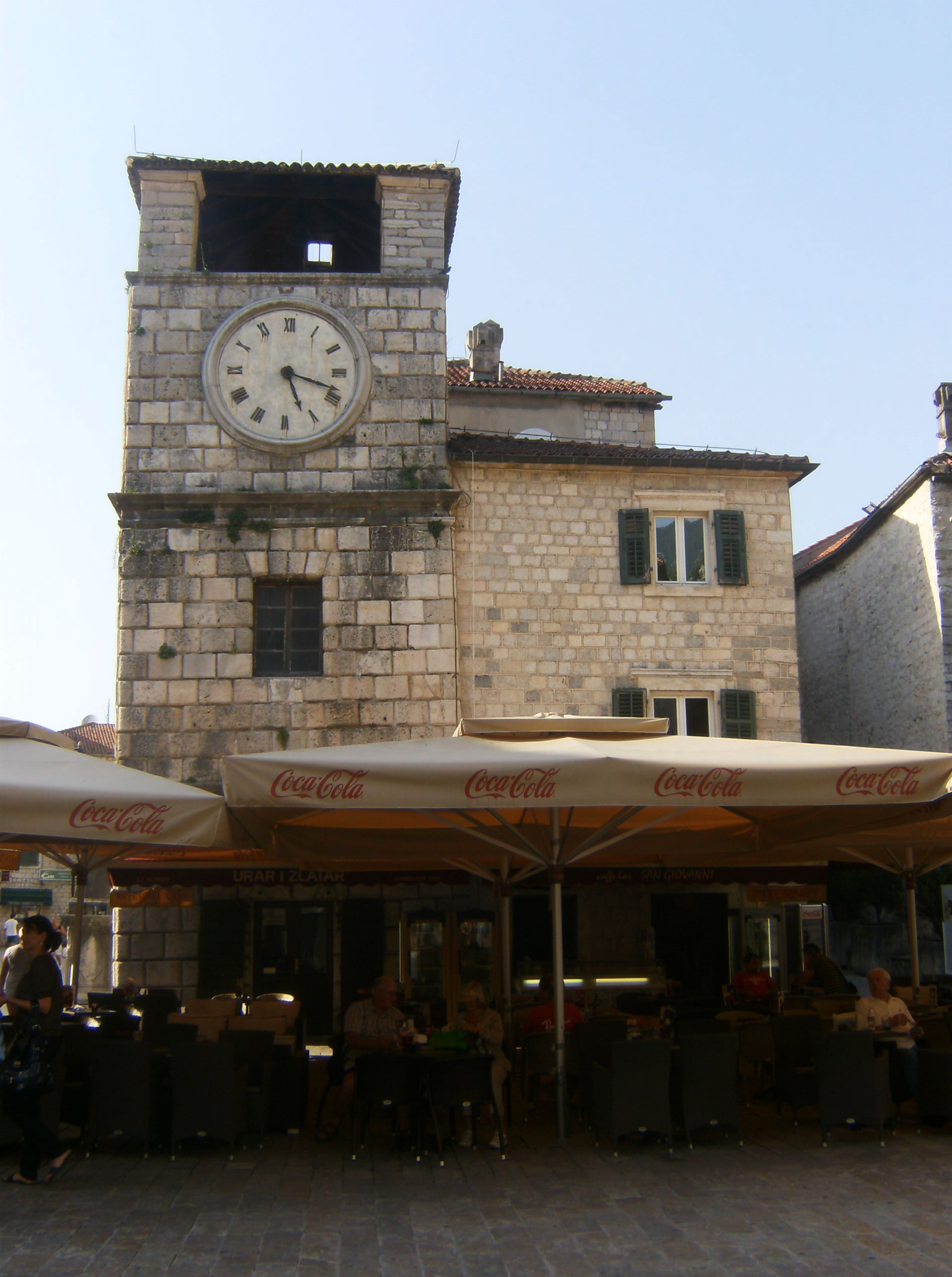
Башта на площі Зброї у м. Котор

Котор заснований у дохристиянські часи, коли був відомий як Акрівій і був частиною римської провінції Далмація. У Х столітті був автономним містом Візантійської імперії. З 1395 до 1420 року Котор був незалежною республікою.
У 1420—1797 роках місто і його околиці належали Венеції, і венеційський вплив яскраво виявився в архітектурі міста. За Кампо-Формійським договором у 1797 році Котор перейшов до Австро-Угорщини. Після 1918 року місто стало частиною Югославії. Усе місто помережане площами, середньовічними вуличками, що звиваються уздовж морської бухти. Котор занесено до списку об'єктів культурної спадщини ЮНЕСКО.

## Географія

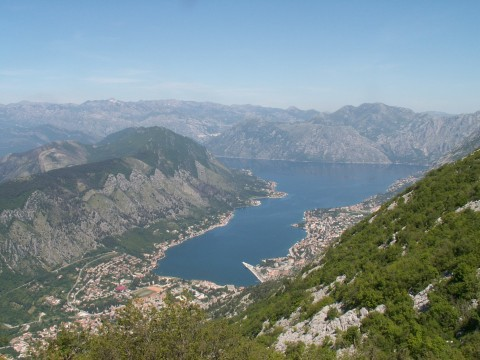
Вид на Котор і Которську затоку влітку

Котор розміщений у південно-східній частині Которської затоки, біля підніжжя гірського хребта Ловчен. Місто в основному розтягнулося уздовж берегової лінії і в долині біля схилів пагорба, що досягає висоти 260 метрів. Площа Которського муніципалітету становить 355 км2.
Которська затока (хорв. Boka Kotorska, італ. Bocche di Cattaro) глибоко врізається вглиб материкової частини Адріатичного моря. Вона складається з кількох малих заток, з'єднаних вузькими шийками, що разом утворюють одну з найкращих природних гаваней Європи. Затока подібна до норвезьких фіордів і іноді її називають, перш за все в туристичній сфері, «найпівденнішим фіордом в Європі».
Однак відповідно до сучасних наукових пошуків, вважається що Которська затока є залишками річкового каньйону. У липні 2000 року Которська затока була вписана до переліку двадцяти п'яти найкрасивіших заток світу (інші затоки з цього списку знаходяться в основному в скандинавських країнах).

## Клімат
Клімат в околицях Котора відрізняється теплим сухим літом і м'якою вологою зимою. Середня річна температура — 15,2 °C. Найтепліший місяць — липень (25 °C), найхолодніший — січень (7,4 °C).
За середніми температурами осінь тепліша за весну на 2,0 °C. В середньому в Которі за рік випадає 2,152 мм опадів. Велика їх частина припадає на осінні (248 мм) і зимові (243 мм) місяці, менша частина — на літні (68 мм). Вітри переважно дмуть з південного сходу і півдня. З 15 травня по 10 жовтня температура моря вища від 18 °C, і купальний сезон може тривати до 144 днів на рік.

## Населення

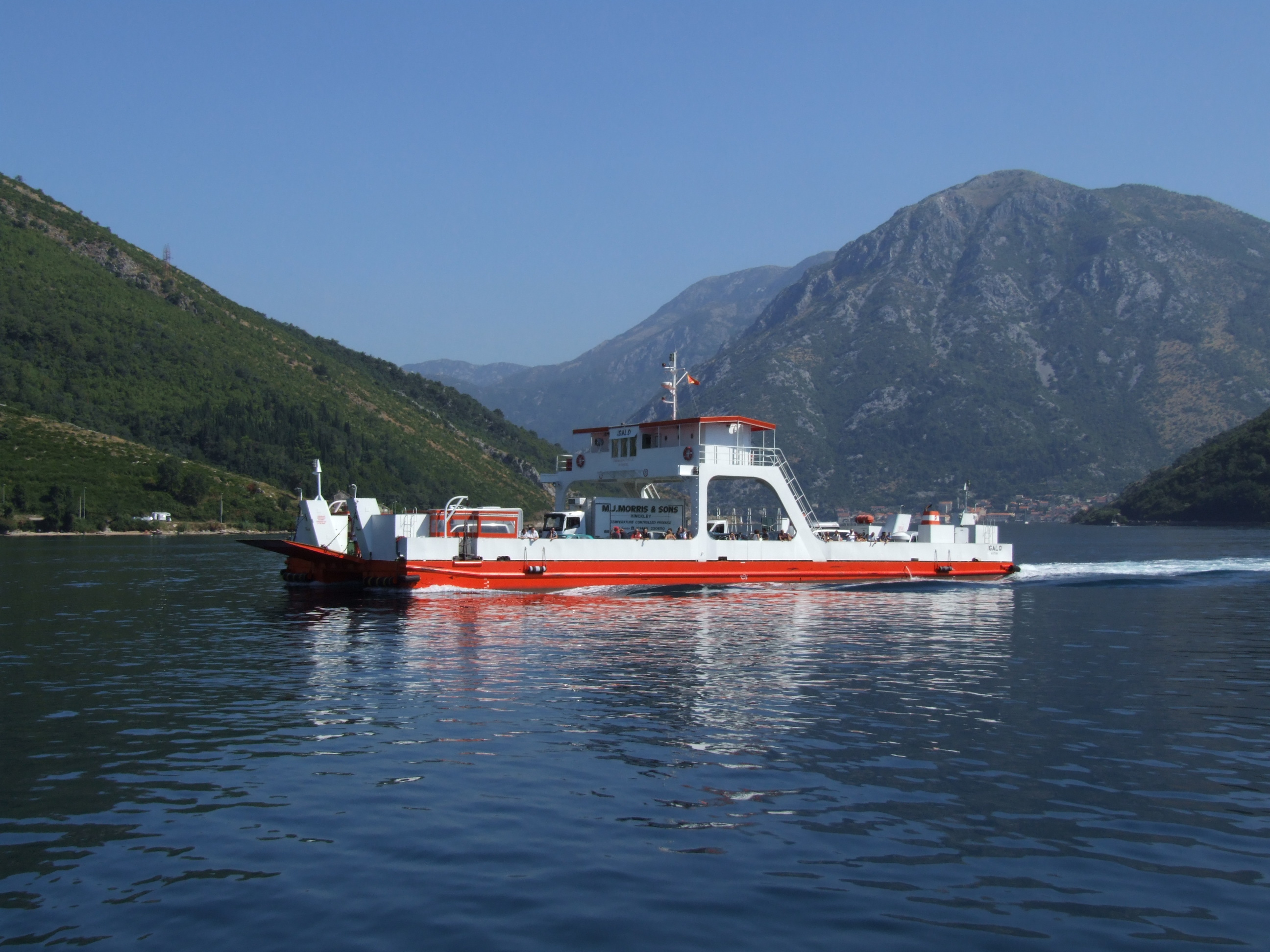
Пором у Которській затоці (Каменарі — Лепетанє)

За переписом 2003 року, в Которському муніципалітеті жило 22 947 жителів. З них 10 741 чорногорців і 7 094 сербів (47 % і 31 % від населення муніципалітету відповідно). Населення власне Котору склало 13 176 жителів. З них 6 851 чорногорців і 3 357 сербів (52 % і 25 % від міського населення відповідно).
Наведені нижче числа про міське населення Котора мають в собі також і населення Доброти (передмістя Котора), оскільки обидва ці населені пункти на момент перепису фактично становили одне місто (хоча Доброта офіційно вважається окремою адміністративною одиницею).
- Березень 1981 року — 10 780
- Березень 1991 року — 12 903
- Листопад 2003 року — 13 176 (Котор — 5 341, Доброта — 7 835)[7]

За даними того ж перепису, 2003 року в Которському муніципалітеті проживало 17 913 православних і 2 832 католика (78 % і 12,5 % від населення муніципалітету відповідно). У місті Которі проживало 10 142 православних і 1 552 католика (77 % і 11,5 % від міського населення відповідно). Це один з найвищих відсотків жителів католицького віросповідання в країні.

## Релігія
В Которі зараз православних значно більше, ніж католиків, але католицьких церков більше, ніж православних. Це пов'язано з тим, що протягом більшої частини історії міста в політичному відношенні в Которі домінувало католицьке населення, його представники складали міську знать. При цьому частка православного населення постійно росла, поки не стала переважаючою.
Нині обидві громади значною мірою об'єднані через змішані шлюби: в місцевій пресі описується неофіційне правило, коли в сім'ях, де один із подружжя дотримується католицтва, а інший православ'я, сина хрестять в церкві, до якої належить батько, а дочку в церкві, до якої належить мати.
Небесним покровителем Котора вважається святий Трифон, так як 809 року (до розколу між католиками і православними) Которський городянин Андрія Сараценіс викупив святі мощі у венеційського купця, який привіз їх з Константинополя. Тоді ж був побудований перший міський храм в ім'я цього святого.

### Православ'я
У Которі розташована ризниця Сербської православної церкви, де зберігаються ікони, архівні документи, рукописні і першодруковані книги. Тут, наприклад, зберігається указ австрійського імператора Франца Йосифа I від 1874 року про заснування Которсько-Дубровницького православного єпископату. Указ видано трьома мовами (німецькою, італійською та сербською), причому сербську версію імператор підписав кирилицею.
На сьогоднішній день більшість православних храмів міста підпорядковано Чорногорсько-Приморській митрополії Сербської Православної Церкви. Однак є і маленький храм-каплиця Св. Петра Цетинського, який підпорядковується Чорногорській православній церкві.
Основний православний собор Котора — храм Св. Миколи, який відкритий цілий рік (2009 року святкувалося його 100-річчя). Також діє невелика церква Св. Луки, проте вона більшу частину року стоїть закритою і відкривається тільки для урочистих подій (весіль і хрестин) і на час туристичного сезону.

### Католицтво
Котор — центр Которської католицької єпархії, яка охоплює всю затоку, і місцеперебування католицького єпископа. Вперше дієцезія Котора згадується в документі 530 року.
Основним католицьким храмом міста є кафедральний собор Святого Трифона, у своєму сьогоднішньому вигляді побудований 1166 року на місці попереднього (зараз в ньому в основному моляться католики-миряни і служить меси єпископ). 2009 року в Которі пройшли святкування, приурочені до 1200-річчя обрітення мощей святого. У зв'язку з цим Папа Римський Бенедикт XVI на весь рік оголосив собор Св. Трифона малою папською базилікою. Також діє церква Св. Клари при жіночому францисканському монастирі (в ній в основному моляться самі черниці).
У Которі народилася католицька свята Катерина Которська.

## Історія
Історія поселень в Боці Которській починається в дуже давні часи. У печерах навколишніх гір знайдено різні інструменти і керамічні вироби, які свідчать про те, що людина жила в цих місцях з періоду неоліту, на що вказують також і малюнки на стінах печери в Липцях. В античні часи тут жили племена іллірійців.

### Римський і візантійський період (168 до н.е.— 1185 н.е.)

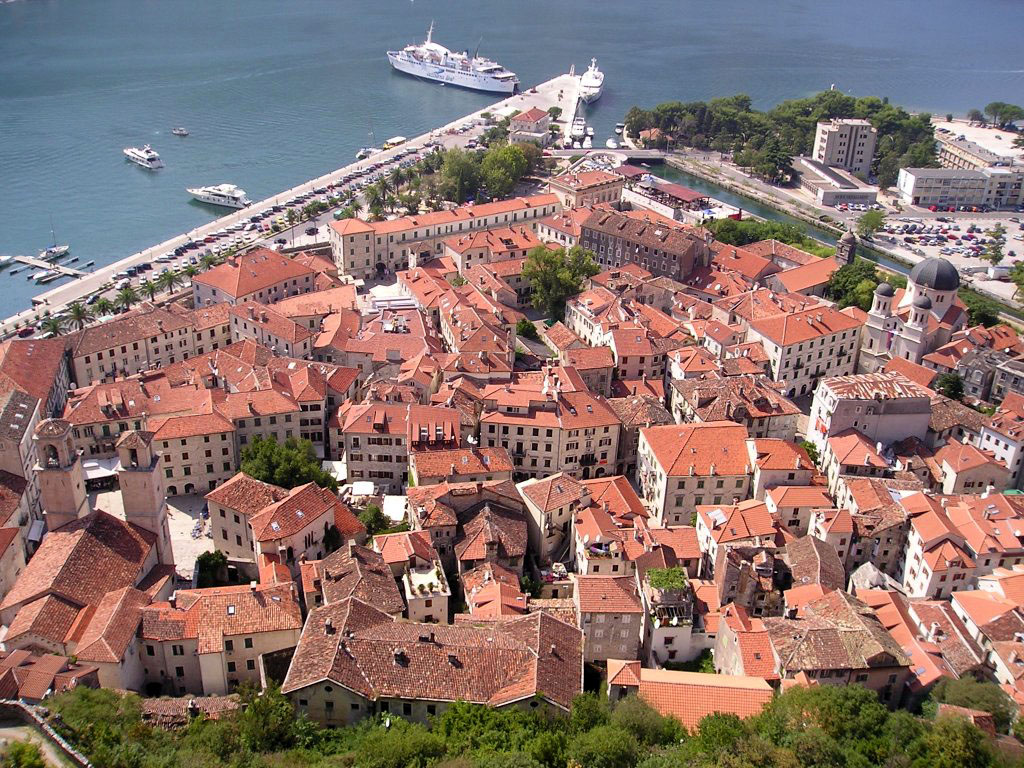
Вид на старе місто

Римляни почали завойовувати ці землі з III століття до н. е., і з 168 року до н. е. тут правив Рим (а після його падіння в 476 році — його спадкоємиця Візантія). Саме тоді вперше згадується Котор. У ті часи він був відомий як «Акрувіум», «Аскрувіум» або «Аскрівіум», і належав до давньоримської провінції Далмація. У I столітті н. е. місто згадується у Плінія Старшого, як «Аскрівіум» (Askrivium), а в II столітті — у Птолемея, як «Аскруйон» (̉Ασκρούϊον).
У наступні роки Котор став центром Боки Которської, саме тому затоку і носить його ім'я.

За часів візантійського правління Котор носив назву «Декадерон», «Декатерон» або «Декатера» (від давньогрецького «katareo» — «багатий гарячими джерелами»). Хоча є й інша версія походження назви. Візантійський імператор Костянтин VII Порфірогенет (Багрянородний) в X столітті пише в своїй праці «Про управління імперією»:
«Назва міста „Декатера“ мовою римлян означає „звужений і оточений“, оскільки морська затока врізається в сушу у вигляді язика на 15 або 20 миль, а саме місто знаходиться у його кінці.»
535 року, після вигнання готів, візантійський імператор Юстиніан побудував над містом фортецю. Друге місто, зване «нижнім» виникло на пагорбах у X столітті.
840 — місто було розграбоване арабськими піратами, що базувалися на Сицилії і Криті і влаштовували набіги на міста узбережжя Адріатики.
Візантійське правління в Которі кілька разів переривалося. Так, 1002 року місто було окуповане Першим Болгарським Царством, але вже в наступному році болгарський цар Самуїл поступився Котором Сербії. Однак городяни повстали в союзі з Дубровником, і через деякий час влада Візантії була відновлена. В середині XI століття містом деякий час правив представник місцевої слов'янської династії Воїславлевічів, правителів князівства Зета, що примикає до Боки.
До XI століття Котор був в основному романомовним містом, де говорили далматинською. З того часу місто відоме вже під італійським назвою «Каттаро», на довгі роки став одним з найзначущіших далматинських міст.
Візантія правила Котором до 1185 року.

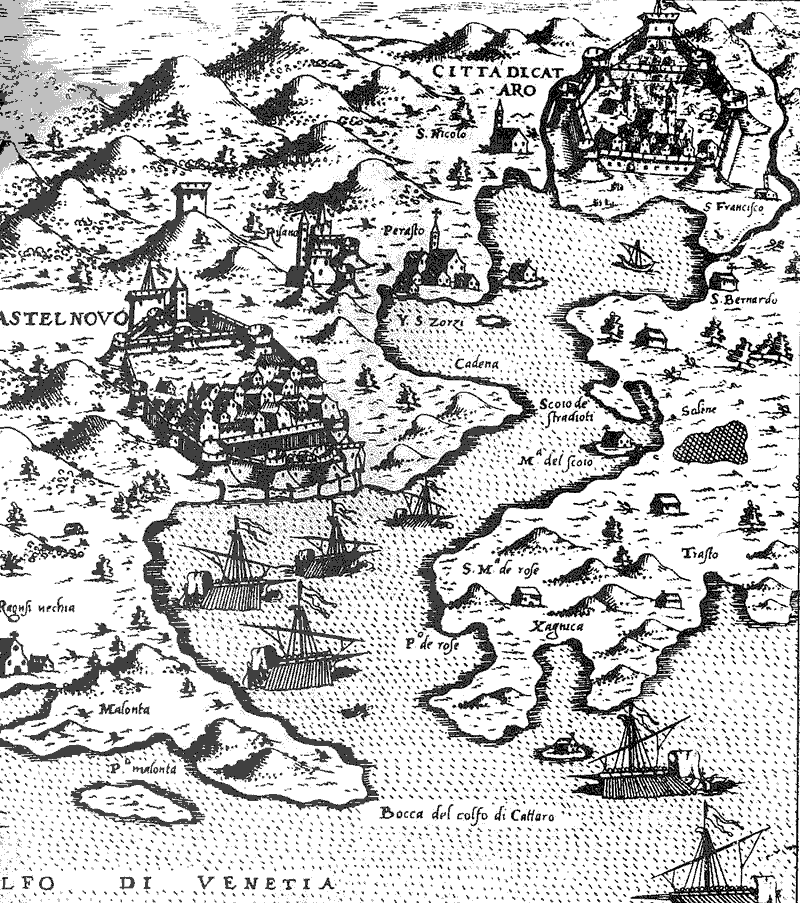
Карта Которської затоки XVI століття

### Сербський період (1185—1371)
У 1185 році великий жупан Сербії Стефан Неманя, засновник сербської королівської династії Неманичів, у ході кампанії приєднання Зети до Сербії тріумфально в'їхав в Котор, який здався йому без бою. Князь побудував в ньому величну фортецю.
Котор увійшов до складу Сербії як васальна держава, зберігши в недоторканності свої інститути влади і право укладати мир і оголошувати війну. У той час тут вже знаходилася резиденція єпископа, а в XIII столітті були засновані домініканський і францисканський монастирі.
У 1241 році, у ході вторгнення татаро-монголів в Європу, одна з армій Орди під керівництвом Кадана, онука Чингіз-хана, обложила Котор і спалила його, проте місто швидко оговталось.
З 1185 по 1371 рік Котор був самокерованою залежною республікою, що спеціалізувалась на морській торгівлі і важливим торгово-ремісничим центром середньовічної Сербської держави. Сербські князі і королі з роду Неманичів через Котор і ряд інших прибережних міст підтримували зв'язок із Західною Європою. У цей період в Которській республіці відбувся значний економічний і культурний підйом, в торгівлі Котор конкурував з сусідньою Рагузькою республікою і викликав заздрість Венеції.
Однак у 1371 році династія Неманичів обірвалася, а разом з нею припинилося і сербське панування в Которі.

### Період незалежності (1371—1420)
З 1371 року протягом майже півстоліття Котор з прилеглими землями був фактично незалежною міською патриціанською республікою, хоча офіційно визнавав заступництво іноземних монархів.
З 1371 по 1384 рік правителем Котора є король Угорщини і Хорватії Людовик I Великий.
З 1384 по 1391 рік володарем Котора вважається король Боснії Твртко I.
З 1391 по 1420 рік Котор був повністю самостійним аристократичним містом-державою, керованою князем (на латині цей титул звучить як «rector», «prior» або «comes»).
Однак після поразки сербського війська в 1389 році в битві на Косовому полі, турецьке завоювання ставало все більш і більш імовірним.

### Венеційський період (1420—1797)
З цього моменту князь не обирається. Його замінює намісник Венеції (італ. Providur). На початку XV століття під венеційський захист переходять і інші значні міста адріатичного узбережжя Далмації — Задар, Шибеник, Трогір і Спліт.
Місто перебувало під владою Венеції до 1797 року. Протягом майже чотирьох століть Котор і Бока Которська були частиною провінції Венеційської республіки, що називалася «Венеційська Албанія» (Албанія Венета). Ці чотири століття дали місту типову венеційську архітектуру і до сих пір визначають його зовнішній вигляд.

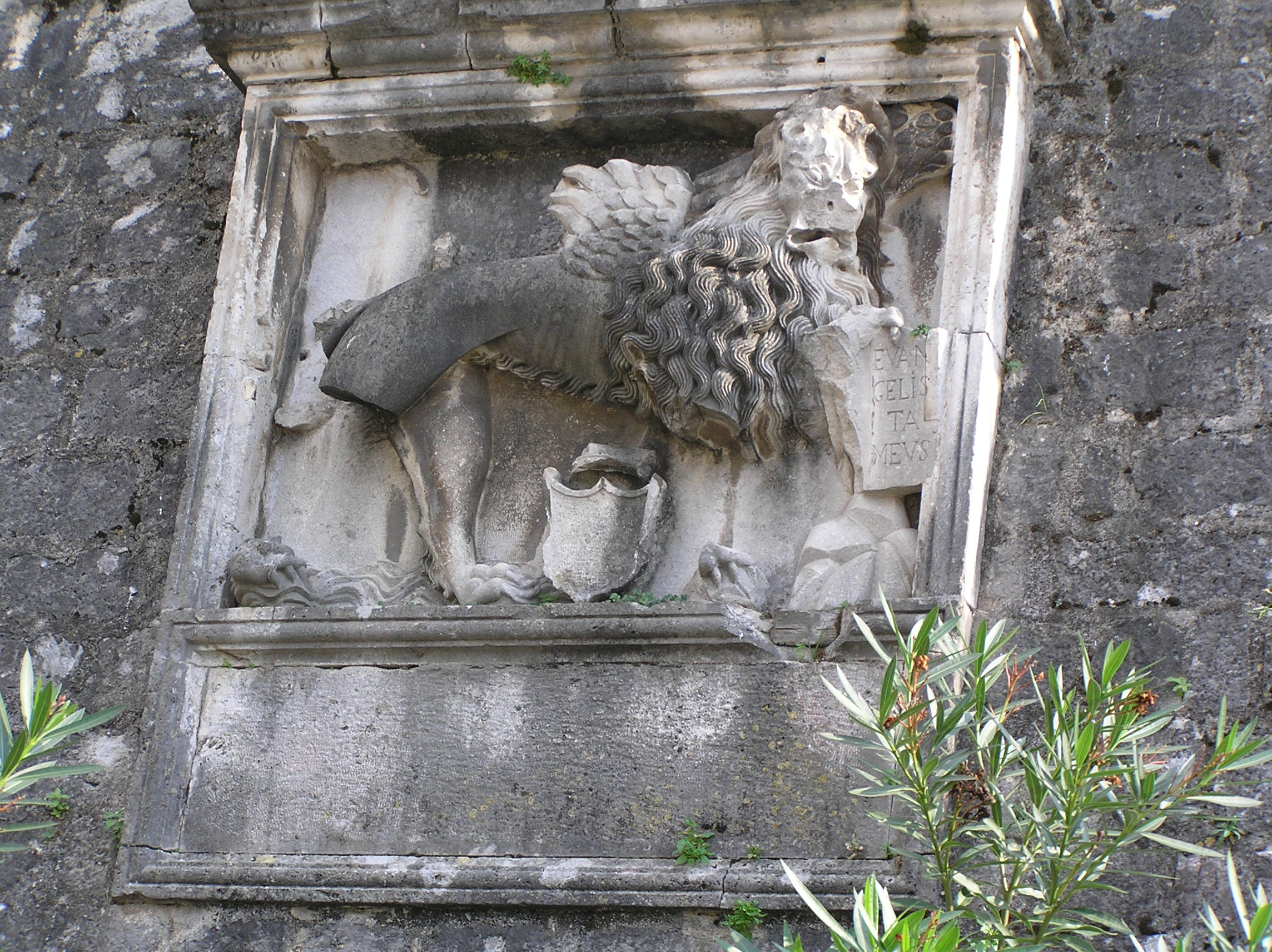
Венеційський лев на воротах міста

З огляду на венеційське панування, Котор і Бока Которська були полем битви з Османською імперією (чиї володіння починалися в декількох годинах шляху від міських стін), цей період можна назвати найдраматичнішим в історії міста. Турки були дуже наполегливі в прагненні захопити Котор, так як контроль над ним дозволяв контролювати всю Боку Которську. Однак, незважаючи на неодноразові спроби, місто так і не було завойоване, на відміну від сусідніх Рисана або Херцег-Нові.
Так, в 1539 році один з кращих османських флотоводців адмірал Хайр ад-Дін Барбаросса з 70 кораблями і 30,000 солдатів осадив місто з моря, однак після чотирьох днів облоги був змушений відступити.
У 1571 році османський флот під командуванням адмірала Муезинзаде Алі-паші, який пізніше в цьому ж році був розбитий в битві при Лепанто, обкладав Котор з 9 по 16 серпня, але успіху не мав.
Однак найважчою вважається облога 1657 року, під час Кандійської війни між Венеційською республікою і Османською імперією. Мехмед-паша Варлац з Шкодера осадив Котор з 5000 солдатів, яким протистояла озброєна міська варта в числі 1000 чоловік. Облога тривала два місяці, але взяти місто туркам так і не вдалося.
Володіючи потужним флотом, що нараховував в XVIII столітті близько 300 кораблів, Бока Которська була серйозною військово-морської силою. Можна згадати, що в останньому в історії великому битві морських галер — битві при Лепанто 7 жовтня 1571 року — коли союзний флот християнських держав розбив турецький флот, брала участь і Которська галера «Св. Трифон» з 200 моряками під командуванням капітана Ієроніма Бізанті, дворянина з Котора. Хоча галера в цій битві загинула, перемога залишилася за християнським флотом.
У 1657 році, під час Кандійської війни між Венеційською республікою і Османською імперією, у Которі від турецького вторгнення сховалося безліч православних християн. Венеційська адміністрація міста дозволила їм використовувати для православних обрядів церкву Св. Луки, тому в ній два вівтаря — католицький і православний. Служби по обом обрядам велися 150 років — до французької окупації міста.
Але турки не були єдиним лихом, що загрожував місту. Не менше воно страждало і від природних катастроф, таких як епідемії і землетруси. Так, в 1422, 1427, 1457, 1467 та 1572 роках місто відвідувала чума. Крім того, Котор піддавався землетрусам в 1537 і 1563 роках, і був майже повністю знищений Великим землетрусом 6 квітня 1667 року: було зруйновано дві третини всіх будівель, у тому числі дзвіниці собору Св. Трифона, загинув венеційський намісник Альвізе Фоскаріні з усією своєю родиною.
Однак після всіх проблем Котор знову піднімався і відбудовувався.

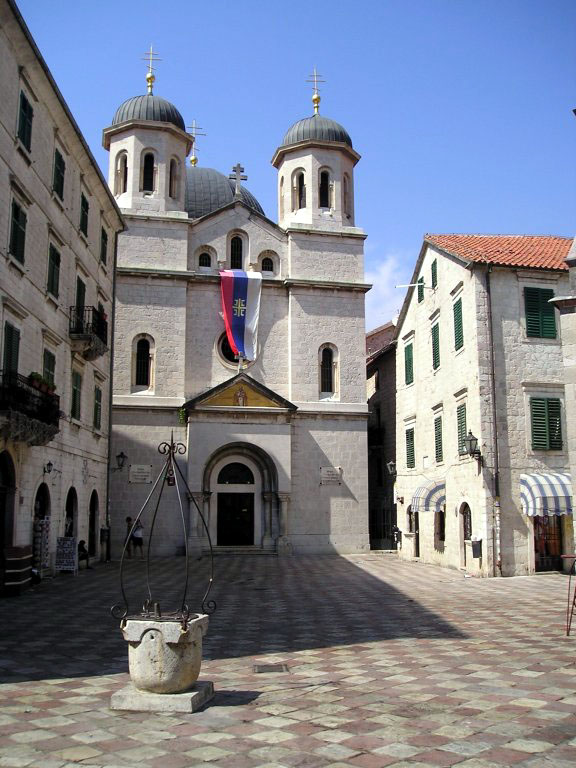
Сербський православний храм Св. Ніколи

### Наполеонівські війни (1797—1814)
За Кампо-Формійскому договору в 1797 році місто перейшло від Венеції до монархії австрійських Габсбургів, але в 1805 році, за Пресбурзьким договором, він був переданий Італійському королівству як васалу Французької імперії Наполеона.
Для жителів прибережних міст французька окупація була вкрай небажана, тому що вони жили в першу чергу заморською торгівлею, а Наполеон в цей час воював з Англією, «володаркою морів». Перехід Котора і навколишніх земель під контроль Франції означав перетворення всіх которських кораблів в потенційну військову видобуток британського флоту, блокування для них усіх портів Середземного моря під англійським контролем, і повну неможливість подальшої торгівлі.
Тому жителі Боки Которської послали за допомогою до владики Чорногорії Петру Негошу в Цетинє, який в свою чергу відправив повідомлення на острів Корфу, командувачу Середземноморської експедиції російського флоту адмірала Дмитра Сенявіна. У лютому 1806 російські кораблі і чорногорські загони зайняли міста Боки, у тому числі 28 лютого російська ескадра підійшла до Котору. 2 березня австрійці передали місто представникам адмірала Сенявіна.
Митрополит Петро Негош звернувся до Олександра I з пропозицією про створення під протекторатом Росії Слов'яно-Сербської держави з центром у Дубровнику, що включала б і Котор. Але поразка російських військ під Фрідланді 2 червня 1807 року призвела до Тільзитського миру, за яким російський цар поступився Бокою Наполеону. 25 липня адмірал Сенявин отримав наказ «здати провінцію і місто Боко-ді-Каттаро» французам. Евакуація російських морських і сухопутних сил була закінчена на 14-серпня 1807 року.
Після відходу російських військ французи контролювали місто до 1813 року, а в 1810 Котор був приєднаний до Іллірійської провінції Французької імперії.
У вересні 1813 митрополит Петро Негош керував всією Бокою Которською, у тому числі і Котором. На скупщині в селищі Доброта було прийнято рішення про приєднання узбережжя до Чорногорії в складі «Тимчасової області двох об'єднаних автономій Чорногорії і Боки Которської». 1 травня 1814 року чорногорці покинули Котор, втративши з таким трудом здобутого виходу до моря.

### Австрійський період (1814—1918)

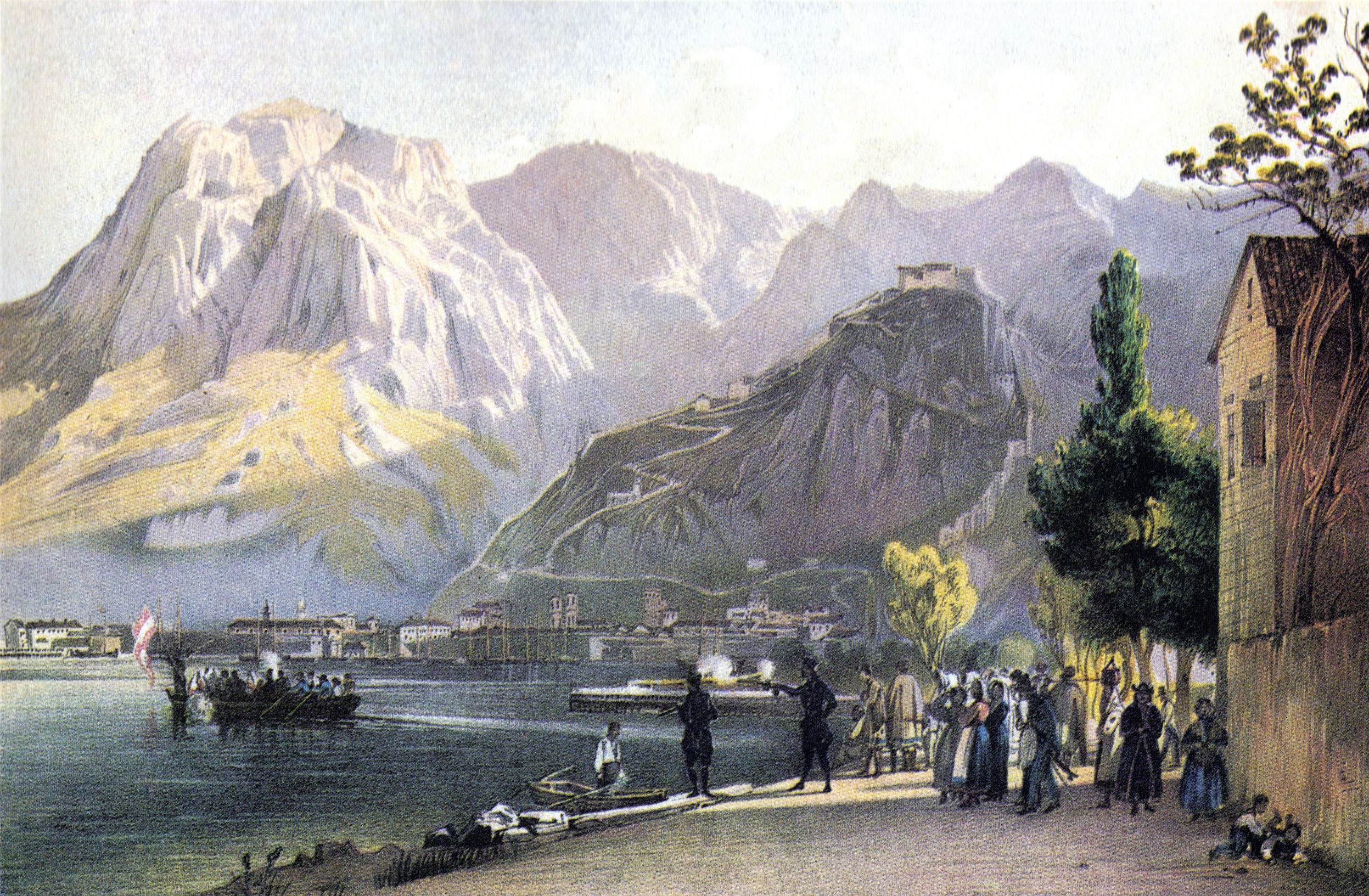
Акварель з видом на Котор (біля 1840 р.)

У складі Австро-Угорщини Котор був частиною Далматинського королівства, і залишався під австрійським пануванням з 1814 до 1918 року. За більш ніж сто років в Которі і його околицях відбулося безліч бунтів і повстань серед місцевого населення.
Так, в 1869 році при спробі ввести обов'язкову військову службу в австрійській армії в Кривошьї, гірському плато на західному відрогу гори Орен, спалахнуло повстання місцевих жителів. Заколот було приборкано силами австрійського експедиційного корпусу, проте уряд Австро-Угорщини був змушений відмовитися від ідеї загальної військової повинності. Її ввели повторно 1881 року, що призвело до нового бунту серед населення. Після цього Австрія почала масштабну реконструкцію військової гавані в затоці, прагнучи зробити її невразливою від можливого нападу.
З іншого боку, період австрійського панування в Боці став часом підйому слов'янської національної самосвідомості. У Которі в XIX столітті постійно працюють різні сербські товариства і відкриваються сербські установи: 1838 — Палац Сербських Зборів з бібліотекою, 1848 — Сербська Народна Школа під юрисдикцією православної церкви, 1862 — Сербська Національна Варта, 1868 — Сербське Національне Благодійне Товариство «Святий Георгій», 1869 — Сербська Православна Школа, 1899 — Кооператив Сербських Робочих, 1901 — Сербська Кредитна Спілка.
У 1874 році в Которі був заснований Которсько-Дубровницький єпископат Сербської Православної Церкви, а в 1909 році відкрито православний храм Св. Миколи — перша православна церква в місті з 1657 року, коли в церкві Св. Луки почали вести служби за православним обрядом.

### Перша світова війна і міжвоєнний період (1918—1941)
У Першій світовій війні Котор був ареною жорстоких битв між Чорногорією і Австро-Угорщиною. 1-3 лютого 1918 року тут відбулося Которське повстання матросів австро-угорського флоту. Повсталі екіпажі 40 судів, що знаходилися в Которській бухті (близько 6 тисяч матросів — хорватів, словенців, чехів, угорців) і робітники порту. Сконцентрувавши війська, австро-угорське командування придушило повстання. Близько 800 осіб було заарештовано, керівники повстання розстріляні.
З 1918 року, після поразки Австро-Угорщини у Першій світовій війні, місто увійшло до складу Королівства сербів, хорватів і словенців (з 1929 року — Королівство Югославія). З цього моменту місто стало називатися Котором офіційно (до тих пір в документах був прийнятий італійський варіант «Каттаро»). До 1922 року Бока Которська представляла собою самостійний округ зі столицею в Которі, а в 1922 році стала частиною зетського області (з 1929 року — Зетської бановини).
У 1920 році в Бока-Которську затоку зайшли кораблі із залишками армії барона Врангеля і російськими біженцями. У госпіталях, відкритих в районі Котора, біженці отримували медичну допомогу, а потім розселялися по території королівства.

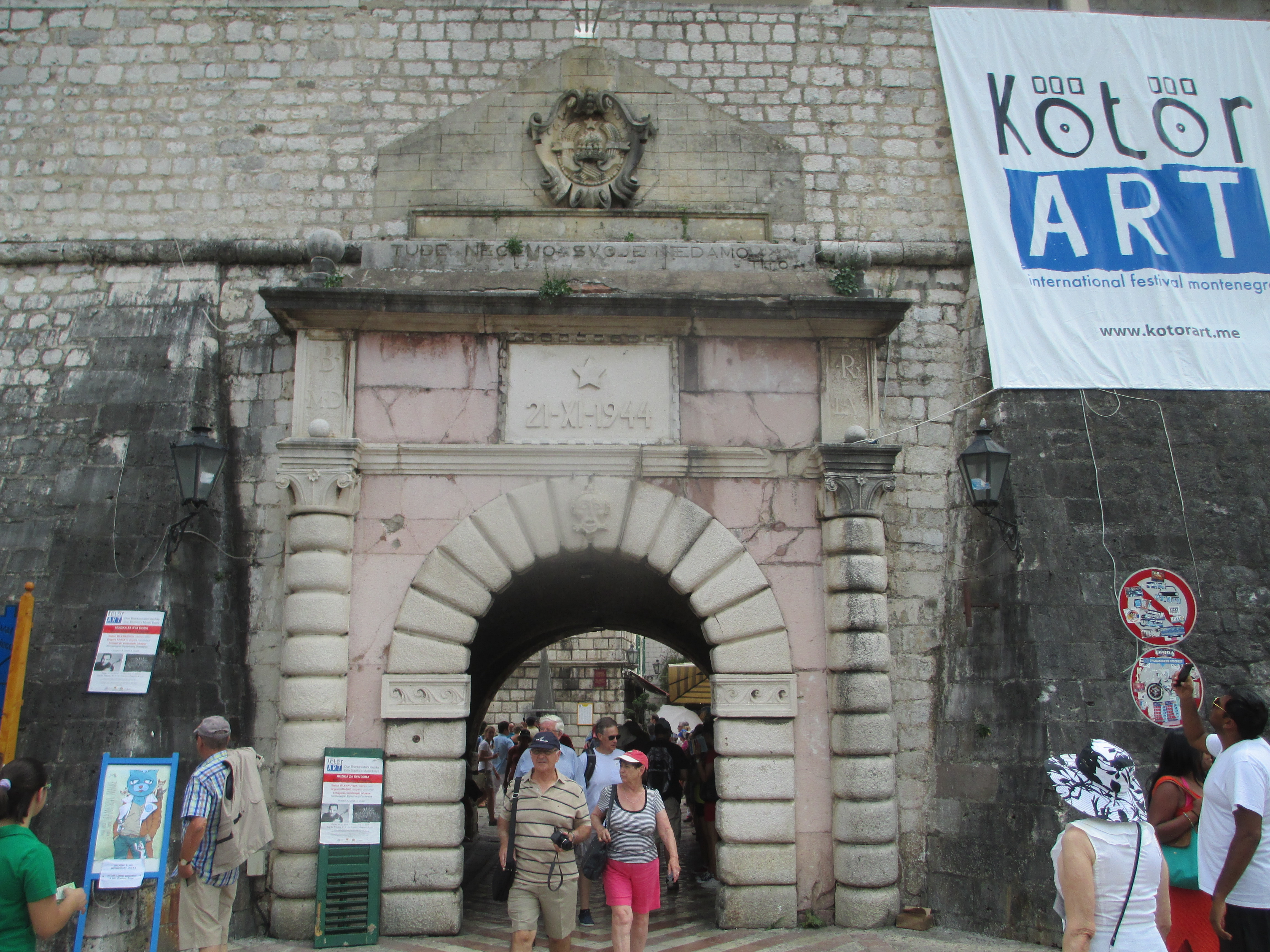
Морські ворота Котора

### Друга світова війна і післявоєнний період (з 1941)
Після капітуляції королівської Югославії під час Другої світової війни в 1941 році місто було з окуповане італійськими і німецькими військами. Муссоліні анексував території навколо Котора разом з іншими містами узбережжя Чорногорії та включив їх до складу Італії. Всі ці землі були частиною італійської «Губернії Далмації» (італ. Governatorato di Dalmazia) і називалися «Провінцією Каттаро» (італ. Provincia di Cattaro). Котор був звільнений в листопаді 1944 року. Нині дата звільнення (21.XI.1944) викарбувана в камені над головними воротами Старого Міста.
Після закінчення війни Котор, як частина Чорногорії, увійшов до складу відродженої Югославії, тепер уже комуністичної.
15 квітня 1979 на узбережжі Чорногорії стався потужний землетрус. Було близько 100 жертв. Половина старого міста була зруйнована, собор Св. Трифона пошкоджений. Після реставрації старе місто Котора був узятий під охорону ЮНЕСКО.
Під час громадянської війни в Югославії в 90-ті роки XX століття в Которі військові дії не велися. Місто є частиною сучасної Чорногорії.

## Наука та освіта

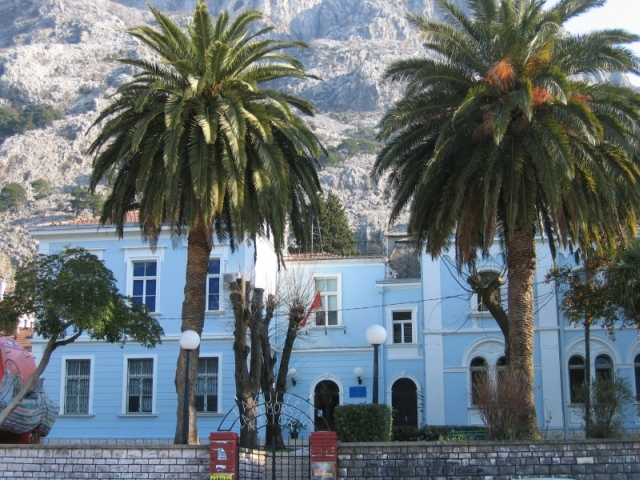
Будівля морського факультету

У місті знаходяться декілька вищих освітніх і наукових установ, що входять до складу Університету Чорногорії:
- Інститут біології моря — науково-дослідний центр, який вивчає морську флору і фауну.
- Морський факультет — спадкоємець морехідної школи знаменитого капітана Марко Мартиновича.
- Факультет туризму та готельного бізнесу — його навчальною базою є готель «VARDAR», один з центральних міських готелів.

Крім того, у Которі є кілька закладів шкільної освіти:
- Которська гімназія
- Середня школа «NJEGOŠ»
- Середня школа «SAVO ILIĆ»
- Морська школа
- Музична школа «VIDA MATJAN»

Також в Муо, передмісті Котора, працює Міжнародний центр ділового освіти Конфедерації незалежних профспілок Чорногорії «SINDCENTAR».
- Охорона здоров'я
- Центральна міська лікарня (що включає в себе аптеку)
- Громадська поліклініка
- Спеціальна психіатрична лікарня
- Ветеринарна станція

## Економіка
За часів Югославії в Которі діяв шарикопідшипниковий завод. Нині він не працює, корпуси стоять порожні.
Раніше в місті розташовувався офіс великої морської компанії «JUGOOCEANIA», проте вона збанкрутувала, і її будівля була продана інвесторам, які планують побудувати на його місці п'ятизірковий готель.
У затоці ведуть промисел кілька риболовецьких кораблів (в тому числі єдиний великий сейнер «Sveti Matja»). Є невелике рибоконсервне виробництво.
Крім того, у Которі розташований головний офіс найбільшої чорногорської заправної компанії — «JUGOPETROL AD KOTOR» (40 АЗС в різних містах Чорногорії).
Основна ж складова економіки міста — туризм.

## Туризм
Сучасний Котор приваблює все більше гостей як природними красотами Которської затоки, так і своїм Старим Містом.
У місті також є безліч інших цікавих для туриста рис. Влітку в Которі проходять святкування, такі як «Которський міжнародний літній карнавал» або «Бокельска Ніч», які відвідують до 30,000 туристів. Це одні з найвідвідуваніших літніх туристичних подій у Чорногорії.
У старому місті є безліч рибних і м'ясних ресторанів і кафе, розташованих в старовинних будівлях. Також при готелі «Cattaro» працює казино і нічний клуб «MAXIMUS».
У Которі розташоване консульство Хорватії.

## Соціокультурний вплив туризму

### Позитивний вплив
Соціокультурний вплив туризму на місто Котор може бути дуже значним. Туризм може сприяти обміну культурними досвідами та збагаченню культурного спадку регіону.
- Збереження культурної спадщини: у 2021 році місцева влада Котора розпочала проект реставрації Замок Сан-Джованні[11]
- Підтримка місцевих громад: у 2022 році доходи від туризму в Которі склали понад 100 мільйонів євро. Це становить приблизно 20% ВВП міста.[12]

### Негативний вплив
- Зростання кількості туристів призвело до зростання забруднення: як от викиди від транспортних засобів, сміття та шум. Це може мати негативний вплив на довкілля та якість життя місцевих жителів.[13]
- Старе місто Котора славиться своїми мальовничими вузькими вуличками та мощеними бруківками.Ці бруківки виготовлені з місцевого каменю і мають історичне значення.Однак масовий туризм призвів до значного зносу цих бруківок, що може призвести до їх пошкодження та руйнування.[14]
- Зростання попиту на товари та послуги в Которі призвело до зростання цін, що  ускладнило життя місцевим жителям.У 2022 році середня ціна оренди квартири в Старому місті Котора зросла на 20% порівняно з 2019 роком.[15]
- Втрата автентичності: деякі місцеві жителі стверджують, що туризм призвів до втрати автентичності Котора, оскільки багато магазинів і ресторанів тепер орієнтовані на туристів, а не на місцевих жителів.У 2020 роцікількість традиційних чорногорських ресторанів у Старому місті Которазменшилася на 20% порівняно з 2015 роком.[16]

## Транспорт

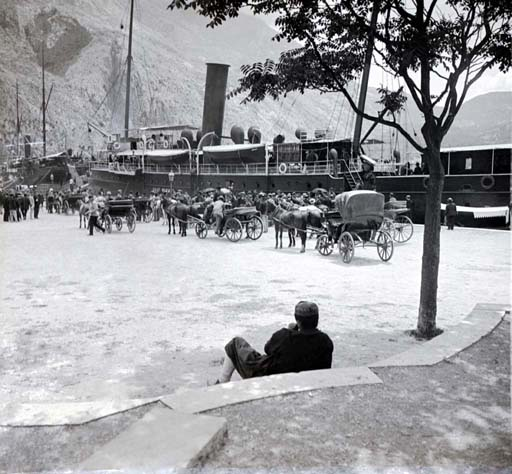
Пароплав в порту Котора (1897)

### Морське сполучення
Протягом туристичного сезону в Которський морський порт регулярно заходять великі круїзні лайнери. Також в порту є яхтова марина.
У Которі розташована штаб-квартира «Асоціації судновласників Чорногорії (Співдружності морських капітанів торгового флоту Чорногорії)».

### Автосполучення
Тунель «Врмац» з'єднує Котор з Адріатичним шосе, іншою частиною узбережжя і внутрішніми районами Чорногорії. Є також старовинна мальовнича гірська дорога, що сполучає Котор і Цетинє. Неподалік від Котора діє поромна переправа Каменарі-Лепетанє через протоку Веризі, що дозволяє не об'їжджати Боку на шляху до Хорватії (в майбутньому на цьому місці планується будівництво моста).
Також в Котор можна дістатися автобусом з Подгориці, в аеропорт якої весь рік здійснюються регулярні рейси міжнародних авіакомпаній.
Крім того, у Котор можна доїхати з аеропорту Дубровника (Хорватія) за умови дотримання візового режиму Хорватії.

### Авіасполучення
Тиватське летовище, одне з двох міжнародних летовищ Чорногорії, розташоване за 5 км від Котора. Звідси здійснюються регулярні рейси в деякі великі європейські міста. Під час туристичного сезону (з квітня по жовтень) проводяться щоденні чартерні рейси в багато інших міст світу. Вночі рейси не приймаються через відсутність освітлення злітно-посадкової смуги (його планувалося встановити в 2009 році). Аеропорт був перебудований у цивільний з військового аеродрому наприкінці XX століття.

## Відомі особистості
У місті народились:
- Нікола Божидаревич (бл. 1460—1517) — хорватський живописець.
- Ненад Маслобар (* 1967) — югославський футболіст.
- Джованні Бона де Боліріс — чорногорський поет-гуманіст.
- Борка Павичевич (1947—2019) — сербська діячка культури, драматург і театральна режисерка.